# Euprepina amabilis
Euprepina amabilis är en tvåvingeart som först beskrevs av Wulp 1881.  Euprepina amabilis ingår i släktet Euprepina och familjen svävflugor. Inga underarter finns listade i Catalogue of Life.